# Sășcioara
Sășcioara – wieś w Rumunii, w okręgu Vâlcea, w gminie Zătreni. W 2011 roku liczyła 460 mieszkańców.